# Plan de Cuernavaca
El Plan de Cuernavaca fue un pronunciamiento realizado el 25 de mayo de 1834, por Ignacio Echeverría y José Mariano Campos en contra de las medidas reformistas —en materia eclesiástica— impulsadas por la administración liberal del vicepresidente Valentín Gómez Farías. Presumiblemente, este plan fue orquestado por el presidente Antonio López de Santa Anna en común acuerdo con el clero alto de los Estados Unidos Mexicanos. 
Al triunfar el pronunciamiento conservador se derogaron todas las leyes expedidas durante los diez meses de gobierno de los "hombres del progreso", se reabrió la Pontificia y Nacional Universidad de México, se disolvió el Congreso de la Unión y se destituyó a los funcionarios que implementaron las medidas reformistas. De esta forma comenzó la primera dictadura de Santa Anna. Un año más tarde, la facción conservadora del Congreso de la Unión aprobó las bases para la nueva Constitución que dieron origen al régimen centralista de México.

## Marco histórico, política reformista
En marzo de 1833, fueron elegidos como presidente Antonio López de Santa Anna y como vicepresidente Valentín Gómez Farías. Ambos alternaron la titularidad del Poder Ejecutivo debido a las frecuentes ausencias del primero, estas en algunas ocasiones fueron para combatir personalmente levantamientos militares, y otras para "reponer su quebrantada salud".
Durante la administración del vicepresidente Gómez Farías se implementaron medidas reformistas que afectaron los intereses del ejército y de la Iglesia católica. En materia militar, se propuso una ley para aumentar las milicias y hacer que los Estados las controlaran, así se podría aliviar el presupuesto federal. Esta ley, y la discusión para enajenar los bienes eclesiásticos por parte de los Estados propició las rebeliones Escalda y Durán que se pronunciaron bajo el grito de "Religión y fueros". Santa Anna solicitó al Congreso el permiso correspondiente para ponerse al mando del ejército, y así combatir a los rebeldes. En respuesta a estas rebeliones, el Congreso de la Unión emitió, en junio de 1833, la conocida "Ley del Caso" cuyo objetivo era ordenar el exilio de los opositores al régimen reformista, En noviembre de 1833, se emitió el decreto que ordenaba la disolución de los cuerpos del ejército que se habían sublevado en contra de las instituciones federales.
En materia eclesiástica se eliminó el diezmo obligatorio, los hospicios y fincas de los misioneros de Filipinas quedaron a cargo de la Federación, se cerró el Colegio de Santa María de Todos Santos, así como la Pontificia y Nacional Universidad de México. En su lugar, se creó la Dirección General de Instrucción Pública, para el Distrito y los Territorios de la Federación. Se ordenó la creación de escuelas primarias, de escuelas de educación normal para maestros de primaria, de escuelas para mujeres y de escuelas para niñas. Se incautaron los bienes de las misiones de California. El 17 de diciembre el Congreso emitió el decreto por medio del cual se autorizaba al gobierno a proveer a los curatos vacantes, el cual era ejercido en algunos de los Estados a la manera en que acostumbraban los virreyes en uso del patronato regio. Los obispos o gobernadores que no cumpliesen esta medida serían multados durante las primeras dos ocasiones, y en caso de reincidir en una tercera ocasión serían desterrados del país. En Jalisco y Tamaulipas se decretó el financiamiento gubernamental del culto; en Durango y en el Estado de México los gobernadores ejercieron el patronato; en Michoacán la Legislatura local reglamentó la observancia de los cánones y la disciplina del clero; y en Yucatán se declaró la tolerancia de cultos. Coincidentemente el 13 de marzo de 1833 ocurrió un terremoto con réplicas los días 15 y 21, adicionalmente el 24 se desató una fuerte tormenta eléctrica con granizo y agua saturada de azufre. Estos eventos —interpretados como "señales divinas"— fueron aprovechados por algunos sacerdotes para exhortar a la población a oponerse a las nuevas leyes reformistas.

## Resistencia del clero alto y apoyo de Santa Anna
En noviembre de 1833, Santa Anna solicitó permiso al Congreso para ausentarse durante seis meses para reponer su "quebrantada salud" en la hacienda de Manga del Clavo. En este sitio recibió y escuchó las quejas de los opositores al régimen reformista impuesto por la administración del vicepresidente Valentín Gómez Farías, entre ellas una carta del obispo de Puebla, Francisco Pablo Vázquez, quien calificó la ley del 17 de diciembre como un "pronunciamiento sacrílego contra la divina autoridad del Papa". Por su parte, el obispo de Monterrey, José María de Jesús Belaunzarán y Ureña anunció estar dispuesto a pagar las multas y padecer el destierro, antes que cumplir la nueva ley. El obispo de Chiapas, Luis García Guillén, el gobernador de la mitra de Guadalajara, Diego de Aranda y Carpinteiro y el gobernador de la mitra de Oaxaca, Florencio del Castillo, y el obispo de Michoacán, Juan Cayetano Gómez de Portugal y Solís se rehusaron a cumplir la ley del 17 de diciembre. En contraste, el gobernador de la mitra de Sonora, Francisco Orrantía, y el gobernador de la mitra de Yucatán, José María Meneses, se encontraron dispuestos a acatar la ley reformista, más tarde el primero fue desconocido y depuesto, mientras que el segundo pido exculparse ante el cabildo.
Finalmente, Santa Anna tomó partido por la defensa de los intereses de la Iglesia. El 12 de marzo de 1834, envió una extensa carta a Gómez Farías manifestando su malestar por las directivas y acuerdos que había tomado el gobierno. El 20 de abril, la población de Orizaba se opuso al decreto de la Legislatura local que mandaba el cierre de los conventos de San José de Gracia y del Carmen. La rebelión del pueblo costó algunas vidas, pero logró impedir el cumplimiento de la ley. Dos días más tarde, el Congreso de la Unión decretó 30 días improrrogables para hacer cumplir la ley del 17 de diciembre, en caso de que obispos, cabildos o gobernadores de mitras no acataran dicha ley sería expulsados del país y ocupadas sus temporalidades.
El 24 de abril, antes de cumplirse el permiso solicitado por seis meses, Santa Anna se presentó en la Ciudad de México. Cinco días más tarde publicó un manifiesto mediante el cual comunicó a la población la división enconada que prevalecía entre reformistas y conservadores, así mismo se declaró imparcial y dispuesto a hacer cumplir la Constitución para conservar los derechos de los ciudadanos. Los primeros días de mayo, emitió un decreto para volver al orden a la población de Veracruz, restableciendo a las autoridades locales. Ordenó el desarme de los cívicos de la capital en contra de las protestas del comandante Lucas Balderas, y sugirió al Congreso la abolición de la Ley del Caso.
Consternados, los miembros de las Cámaras enviaron una comisión para preguntar al presidente si tenían o no libertad para legislar. Santa Anna respondió: "la tienen, para obrar lo justo y no más, porque en una mano he de tomar la Constitución y en la otra la espada para hacerla observar, pues así como tuve resolución para atacar la tiranía, la tendré para combatir la demagogia". Ante esta respuesta, el 15 de mayo, el Congreso decidió suspender sus actividades mientras careciera de libertad, "reservándose la facultad para continuar en el momento que considerase pertinente". El Congreso basó su decisión en el artículo 69 del reglamento interno y extendió una prórroga para reunirse. Sin embargo, Santa Anna decidió citar al Congreso para el 21 de mayo, demostrando así que no era adverso al Poder Legislativo.

## Pronunciamiento
El 16 de mayo, en Xalapa y Coatepec, Santa Anna fue proclamado "protector de la religión católica". El 23 de mayo, en Oaxaca, fue proclamado "sostenedor de la religión y de las libertades patrias". Finalmente, el 25 de mayo, en la villa de Cuernavaca, Ignacio Echeverría y José Mariano Campos proclamaron el plan que contenía cinco artículos, los cuales demandaban:
1° Derogar la Ley del Caso y no tolerar la influencia de las logias masónicas.
2° Declarar nulas las leyes emitidas por el Congreso de la Unión y las Legislaturas locales.
3° Solicitar la protección del presidente Santa Anna para el cumplimiento del plan, y reconocerlo como única autoridad.
4° Separar de sus puestos a los diputados y funcionarios que habían llevado a cabo el cumplimiento de las leyes y decretos reformistas.
5° Ofrecer la fuerza militar reunida para apoyar al presidente en el cumplimiento del plan.
Entre el 25 mayo y el 11 de junio los ayuntamientos de las poblaciones de Tlaxcala, Huitzuco, Chignahuapan, Mazatepec, Iguala, Santa Ana Chiautempan, Zacapoaxtla, Huejotzingo, Tepecoacuilco, Ixtlahuaca, Santa María Nativitas, Tlacotepec, San Agustín del Palmar, Tenancingo y Toluca, Tecualoya, San Salvador el Verde, San Martín Texmelucan, Misantla, Tehuacán, Huexotla, Malinalco, San Andrés Tuxtla, Teolitlán, Teziutlán, Joquicingo, Colima, San Juan Teotihuacán, San Pablo del Monte, Aquixtla, Otumba, Apan, Coronango, Totolapan, San Martín Xaltocan, Todos Santos Zempoala, Tulancingo, Chalco, Santa María Ozumba, Santiago Tetla, San Nicolás Panotla, Jiutepec, San Ildefonso Hueyotlipan, Cuautitlán, Azcapotzalco, Zacatelco, Maravatío, Iguala, Tepotzotlán, Santa Ana Monte Alto, Tula, Tlalmanalco, Tlayacapan, San Andrés Chalchicomula, Tepeaca, Santa María Tultepec, San Salvador Atenco, Tenango Tepopola, Contepec, Xochitepec, Singuilucan, Tianguismanalco, Ixtapaluca, Amecameca, Cadereyta, Ixmiquilpan, San Juan del Río, Tecali, Coyoacán, Zimapán, Atlixco, Santo Domingo Mixcoac, Actopan, Mineral de Cardonal, Acatzingo, Atotonilco el Grande, San Ángel, Tacubaya, San Pedro Tolimán, Tlaxcoapan, Santiago de Querétaro, Santiago Tulyehualco, Tacuba, San Agustín Tlaxco, Mineral de Pachuca, Celaya, Irapuato, Huascazaloya, así como la parroquia de Santa Catarina Mártir en la Ciudad de México proclamaron sus actas para adherirse al Plan de Cuernavaca y salvaguardar la religión católica.
Cuando los miembros de las Cámaras quisieron reunirse, se encontraron con que las llaves del salón habían sido recogidas y que las puertas eran resguardadas por una fuerza armada. Ante los reclamos de los legisladores, Santa Anna replicó que las sesiones no podían continuar fuera del período señalado por la Constitución. El 1 de junio, fijó su postura publicando otro manifiesto a la ciudadanía, en el cual expresó estar dispuesto a defender los deseos del pueblo para mantener ilesa la religión católica, manifestó haber "implorado" a las Cámaras la derogación de algunas leyes para calmar las agitaciones y temores religiosos. El 12 de junio, Santa Anna arrojó la máscara, disolvió el Ayuntamiento de la capital y anunció su decisión para adherirse al Plan de Cuernavaca. En las iglesias repicaron las campanas y se pusieron letreros que decían "Viva la Religión y el ilustre Santa Anna". El 14 de junio, el nuevo cabildo de la capital secundó la decisión del presidente. Ese mismo día el obispo Juan Cayetano Gómez de Portugal ofició una misa en la Catedral Metropolitana de la Ciudad de México, se cantó el Te Deum y el pueblo aclamó la decisión del presidente.

## Reacciones y consecuencias
Varios ayuntamientos del país continuaron adhiriéndose al plan y respaldando la decisión de Santa Anna. El día 24 de junio en la Ciudad de México, Santa Anna derogó la Ley de Patronatos Eclesiásticos expedida el 17 de diciembre de 1833 así como la ratificación del 24 de abril de 1834. Al mismo tiempo designó a Juan Cayetano Gómez de Portugal y Solís como secretario de Justicia y Negocios Eclesiásticos en sustitución de Andrés Quintana Roo. El 9 de julio se expidió la convocatoria para elecciones de los nuevos diputados al Congreso de la Unión. El 26, se permitió el pase del recién nombrado obispo de Yucatán, José María Guerra y Rodríguez Correa. Dos días más tarde se suspendió la orden de aprehensión girada contra Lucas Alamán así como el proceso que se llevaba a cabo en contra de Anastasio Bustamante por el asesinato de Vicente Guerrero. El 30 de julio se derogó la llamada Ley del Caso. El 1 de agosto, se ordenó restablecer la Pontificia y Nacional Universidad de México. El día 8, se ordenó la reposición de los magistrados de la Suprema Corte de Justicia que habían sido destituidos en marzo. Un mes más tarde, el 8 de septiembre de 1834, Valentín Gómez Farías salió exiliado de México con rumbo a Nueva Orleans.
Los acontecimientos en la ciudad de Puebla fueron distintos. Antes de la proclamación del Plan de Cuernavaca, la milicia cívica había proclamado un plan local para sostener la religión católica y había exhortado a la Legislatura local a declarar lo mismo. A pesar de que algunos diputados se unieron al deseo de los cívicos, el presidente Pedro Pablo Carrillo no se encontraba en el salón, de tal suerte un piquete de cívicos lo obligó a presentarse en el salón de sesiones. Ante esta violenta situación, el Congreso de Puebla se negó a deliberar hasta que la milicia se hubiese retirado. Los diputados locales decidieron no aceptar el plan proclamado por la fuerza y decidieron mantener la instituciones "aun a costa de una guerra sangrienta". Por su parte, Santa Anna procuró derrocar al gobierno del Estado. El gobernador, Cosme Furlong, contaba solamente con tres mil hombres, los cuales fueron sitiados por las tropas federales del general Luis Quintanar que sumaban siete mil efectivos y treinta cañones. Los días 13 y 29 de junio los sitiadores realizaron asaltos que fueron rechazados, pero el 5 de julio lograron ocupar los Mesones de Cristo y el Roncal. El 16 de julio, los sitiadores entablaron negociaciones con los representantes del gobernador, Agustín M. Callejo, Juan José Sánchez y el presbítero Apolinario Zacarías. Después de largas discusiones con el general Luis Quintanar, partieron a la capital para entrevistarse con el presidente. El 26 de julio se celebró un convenio de paz, mediante el cual Santa Anna prometió conservar el sistema federal y designar a Guadalupe Victoria como comandante general de la plaza. A pesar de los milicianos que se sintieron traicionados, la ciudad fue entregada el 1 de agosto. Cosme Furlong cedió el gobierno del Estado al general Victoria.
Ante los rumores de la implantación de un sistema centralista, los gobiernos de Zacatecas, Coahuila y Texas fortalecieron sus milicias. Aguascalientes se separó de Zacatecas en mayo de 1835. Los rumores se confirmaron cuando el Congreso se declaró constituyente e implantó el sistema centralista el 23 de octubre de 1835. Esta política provocó la Independencia de Texas y años más tarde, la separación de Yucatán.